# Acromyrmex balzani
Acromyrmex balzani é uma espécie de inseto do gênero Acromyrmex, pertencente à família Formicidae.

## Taxonomia
A espécie foi descrita por Carlo Emery em 1890. Além da subespécie nominotípica (A. b. balzani), uma outra subespécie é atualmente reconhecida, Acromyrmex balzani multituber, descrita por Felix Santschi em 1922.